# Xanthorhoe succerasina
Xanthorhoe succerasina är en fjärilsart som beskrevs av Louis Beethoven Prout 1916. Xanthorhoe succerasina ingår i släktet Xanthorhoe och familjen mätare. Inga underarter finns listade i Catalogue of Life.